# Enochrus darwini
Enochrus darwini är en skalbaggsart som först beskrevs av Knisch 1922.  Enochrus darwini ingår i släktet Enochrus och familjen palpbaggar. Inga underarter finns listade i Catalogue of Life.